# 338

## Decese
- dată necunoscută: Ablabius (consul)  (n. ?)